# Tokyo Zombie
Pour plus de détails, voir Fiche technique et Distribution.
Tokyo Zombie (東京ゾンビ, Tōkyō zonbi) est un film de zombie japonais réalisé par Sakichi Sato en 2005.

## Synopsis
A Tokyo, les habitants ont pris l'habitude de se débarrasser de leurs déchets qui à force de s'accumuler ont fini par former une véritable montagne surnommée le Black Fuji. Un jour, à force de mélange d'ordures, tous les cadavres enterrés dans la décharge reprennent vie et foncent sur Tokyo pour dévorer ses habitants. Mitsuo et Fujo, deux loosers patentés décident de fuir en Russie et devront éviter les nombreux zombies qui se massent sur leur route.

## Fiche technique
- Titre : Tokyo Zombie
- Titre original : 東京ゾンビ (Tōkyō zonbi)
- Réalisation : Sakichi Sato
- Scénario : Sakichi Satō et Yūsaku Hanakuma (d'après son manga éponyme)
- Sociétés de production : Tōkyō Zonbi Seisaku Iinkai
- Société de distribution : Toshiba Entertainment
- Pays d’origine : Japon
- Langue : japonais
- Dates de sortie : 10 décembre 2005
- Genre : Comédie horrifique
- Durée : 103 minutes
- interdit aux moins de 12 ans

## Distribution
- Tadanobu Asano : Fujio
- Shō Aikawa : Mitsuo
- Erika Okuda : Yoko
- Arata Furuta : Ishihara
- Hina Matsuoka : Fumiyo